# Greetham
Greetham is een civil parish in het bestuurlijke gebied Rutland, in het Engelse graafschap Rutland met 638 inwoners.